# 穗花澳大利亞杉
穗花澳大利亞杉為澳大利亞杉屬（Austrotaxus）中唯一的物種，並且為太平洋地區新喀里多尼亞大特雷島的特有種。

## 特點

### 營養器官
穗花澳大利亞杉為常綠喬木，高度可生長3至25公尺。樹梢為密集分支，然其在擁有自由生長空間時，具有不會生長到如此高大及繁茂的習性。樹皮為紅棕色纖維狀，會剝落成短帶或鱗片狀。
樹葉呈螺旋狀排列於樹枝上，葉柄長達8毫米。深綠色的樹葉長17公分、寬0.8公分，葉型呈線形與披針形間，前端為尖狀，葉緣略為捲起。在樹葉的上側，主葉脈清晰可辨如埂形。年輕樹葉與成熟樹葉差異不大，但是隨著葉齡的增長，他們變得些許短及窄。樹葉下面的氣孔帶不明顯，呈淺綠色。

### 生殖器官
穗花澳大利亞杉為一種雌雄異株植物，因此雄蕊和雌蕊位於各別個體上。
雄毬花側基長10至15毫米，外觀為穗狀。它們有1.5毫米長的鱗片，在基部重疊，並包含1至5個小孢子葉，每個都有2到4個花粉囊。
雌毬花在成熟期前與雄毬花非常相似，它們皆生長在短枝的末端。單個成熟的種子幾乎完全被橙色假種皮包覆，因此具有漿果狀外觀。毬果的大小20至30毫米。種子為長度15毫米及直徑約6至7毫米的圓形。

## 分佈、生長及危機
生長在大特雷島的穗花澳大利亞杉(Austrotaxus spicata)與生長在赤道蘇拉威西島上的南洋紅豆杉（Taxus sumatrana）為南半球唯二的原生紅豆杉科（Taxaceae）植物。
穗花澳大利亞杉是大特雷島的特有種，且只生長在該島的北部及中部地區，但不知什麼原因在該島南部地區為發現其身影。它在大特雷島生長，為一種遮蔭植物，分佈在海拔300至1350公尺及年降水量超過4000毫米的潮濕熱帶森林中，且生長的酸性土壤是通過蛇紋石化育而成的。
在《IUCN瀕危物种红色名錄》中穗花澳大利亞杉被列為“近瀕危物種”。世界自然保護聯盟的報告指出：
|  | 穗花澳大利亞杉在新喀裡多尼亞主島(大特雷島)的中部和東北部海拔400至1350米的山脈中繁衍生息。估計所有群體的樣本數均少於10,000株。個體數十分稀少，成年樣本數少於100株。如果發生更多的叢林大火，不久的將來可能會撲滅個別群體。由於穗花澳大利亞杉是山區雨林的組成部分，氣候變化可能會在不久的將來危及該物種。因此需監測棲息地喪失和退化。然而目前（調查時間為2010年）這些庫存被認為是穩定的。 |

穗花澳大利亞杉已於澳大利亞東部，紐西蘭和夏威夷人工種植，然而穗花澳大利亞杉於溫帶地區生長的的植株並不健壯。

## 分類
穗花澳大利亞杉於1825年首次被描述-穗花羅漢松Podocarpus spicatus R.Br(今指Prumnopitys andina)，由羅伯特·布朗（Robert Brown）於在夏爾-弗朗索瓦·布里索·德米爾貝爾（CharlesFrançoisBrisseau de Mirbel）的《羅伯特·波多卡斯·斯皮卡圖斯》一書中：巴黎自然歷史博物館第75頁第13段所說。
愛德華·弗里德里希·波佩格（Eduard Friedrich Poeppig）於《新星屬植物物種》1841年第3期第26頁第18段將羅伯特·布朗命名之Podocarpus spicatus R.Br(今指Prumnopitys andina)增加同型異名的命名Podocarpus spicatus Poepp(今指Prumnopitys taxifolia)。
羅伯特·哈羅德·康普頓在1922年出版林奈學會-植物學雜誌第45卷第427頁正式命名為澳大利亞杉屬(Austrotaxus)以及穗花澳大利亞杉(Austrotaxus spicata （R.Br.）Compton)。澳大利亞杉屬Austrotaxus之名為指南方或南半球的Austro-加上紅豆杉科的Taxus所組成，而種小名spicata是指穗狀花序。

## 文獻

### 引用
1. ↑  . The IUCN Red List of Threatened Species 2011 https://www.iucnredlist.org/details/31006/0 （英语）. 缺少或|title=为空 (帮助)
2. ↑  Robert Harold Compton, [Seite 427, eingescannt auf biodiversitylibrary.org A Systematic Account of the Plants collected in New Caledonia and the Isle of Pines by Mr. R. H. Compton, M.A., in 1914.—Part II. Gymnosperms and Cryptogams], Journal of the Linnean Society of London, Botany, 45: pp. 421–466, doi:10.1111/j.1095-8339.1922.tb00133.x （德文）
3. ↑  [. . Missouri Botanical Garden. 31200051. 已忽略未知参数|WissName= (帮助); 已忽略未知参数|Linktext= (帮助) ] 请检查|url=值 (帮助). Missouri Botanical Garden （英语）. |periodical=和|work=只需其一 (帮助)

### 扩展阅读
- Christopher J. Earle. . The Gymnosperm Database. 2010-12-12. （原始内容存档于2011-05-14） （英语）.

```
（
页面存档备份
，存于
）
```

- Hubertus Nimsch. . Beiträge zu Koniferen weltweit. （原始内容存档于2013-09-29）.

```
（
页面存档备份
，存于
）
```

- . Association ENDEMIA. （原始内容存档于2012-06-08） （法语）. Beschreibung, Fotos und Karte des Verbreitungsgebiets

```
（
页面存档备份
，存于
）
```